# Woskownica europejska
Woskownica europejska (Myrica gale L.) – gatunek krzewu należący do rodziny woskownicowatych. Rośnie w miejscach podmokłych w Ameryce Północnej, Azji i w Europie. W Polsce jest rośliną zagrożoną wymarciem i ściśle chronioną prawnie, spotykaną tylko w pasie wybrzeża bałtyckiego. Woskownica jest rośliną aromatyczną, w okresie wczesnośredniowiecznym w Europie północno-zachodniej powszechnie stosowaną w piwowarstwie. Była też wykorzystywana jako repelent oraz w garbarstwie, a także do celów leczniczych.

## Rozmieszczenie geograficzne
Gatunek jest dość szeroko rozpowszechniony na półkuli północnej, ale ma też duże przerwy w zasięgu i występuje przeważnie tylko na nadmorskich nizinach. Jedynie na obszarach pod silnym wpływem klimatu morskiego notowany jest w wyższych położeniach (np. w Szkocji do 520 m n.p.m.). Woskownica europejska w Europie rośnie wzdłuż wybrzeży północnej i zachodniej części kontynentu; od północno-zachodniej Hiszpanii po północną Norwegię. Z dala od wybrzeży notowana jest w południowo-wschodnich Niemczech i w środkowej Francji.
W Ameryce Północnej woskownica rośnie w rozproszeniu w północnej części kontynentu, najdalej na południe sięgając Wirginii. Częściej spotykana jest na wybrzeżach atlantyckich w północno-wschodniej części kontynentu i w pasie sięgającym rejonu Wielkich Jezior. Na Alasce i pacyficznych wybrzeżach (na południu po stan Waszyngton) występuje odmiana tomentosa. Ta sama odmiana spotykana jest w Azji, gdzie rośnie w północnej Japonii, na Sachalinie i wzdłuż wybrzeży od nasady Półwyspu Koreańskiego po zachodnie brzegi Morza Ochockiego oraz na Kamczatce.
W Polsce gatunek znany jest z rozproszonych stanowisk wzdłuż Pobrzeża Południowobałtyckiego, z liczniejszymi stanowiskami w rejonie ujścia Odry i Zalewu Szczecińskiego oraz we wschodniej części Pobrzeża Koszalińskiego. W sumie rośnie na ok. 50 stanowiskach. Poza wybrzeżem podawana była z pojedynczych stanowisk w okolicach Gubina i Lubska w województwie lubuskim.

## Morfologia

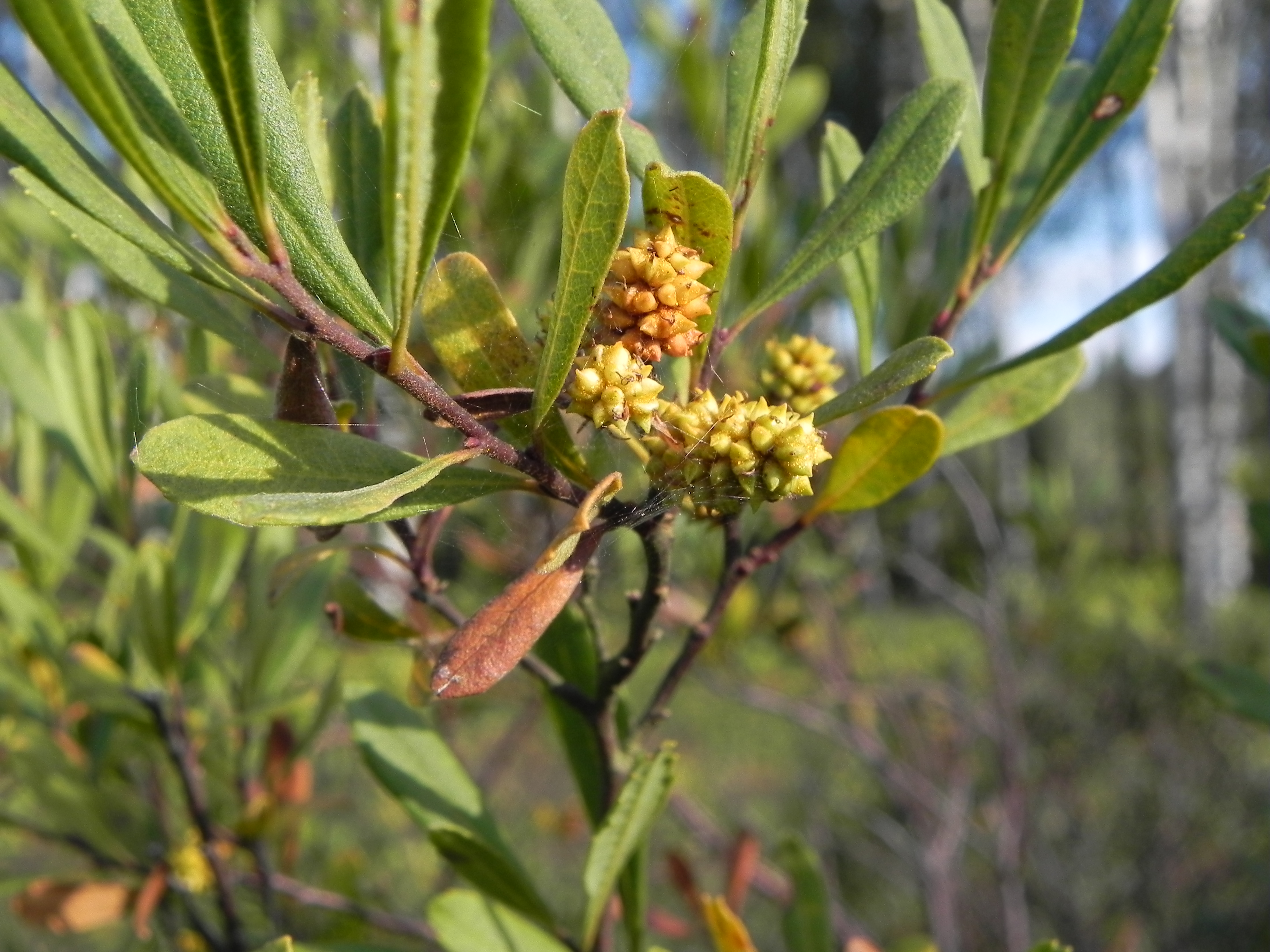
Owoce

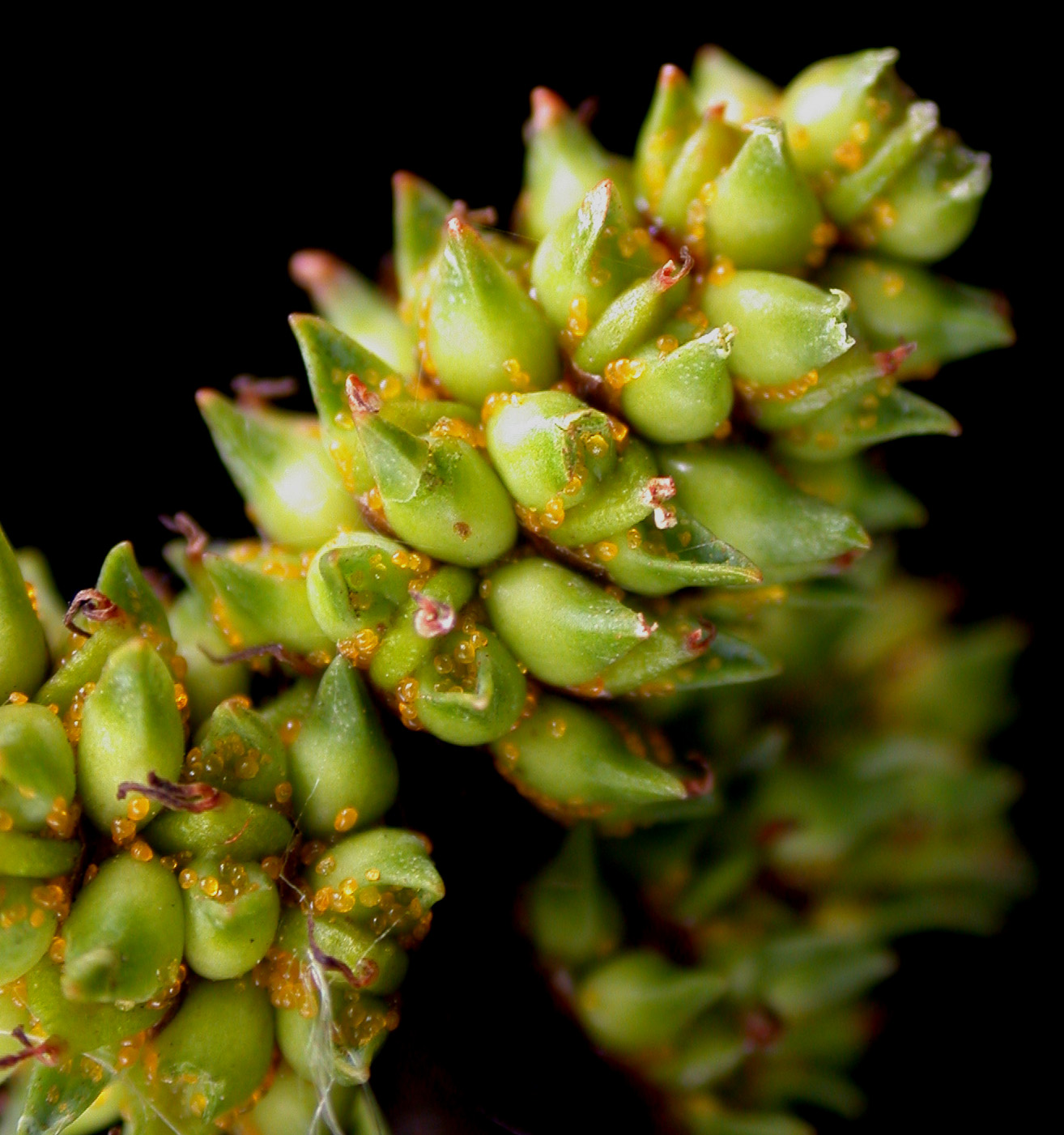
Owoce

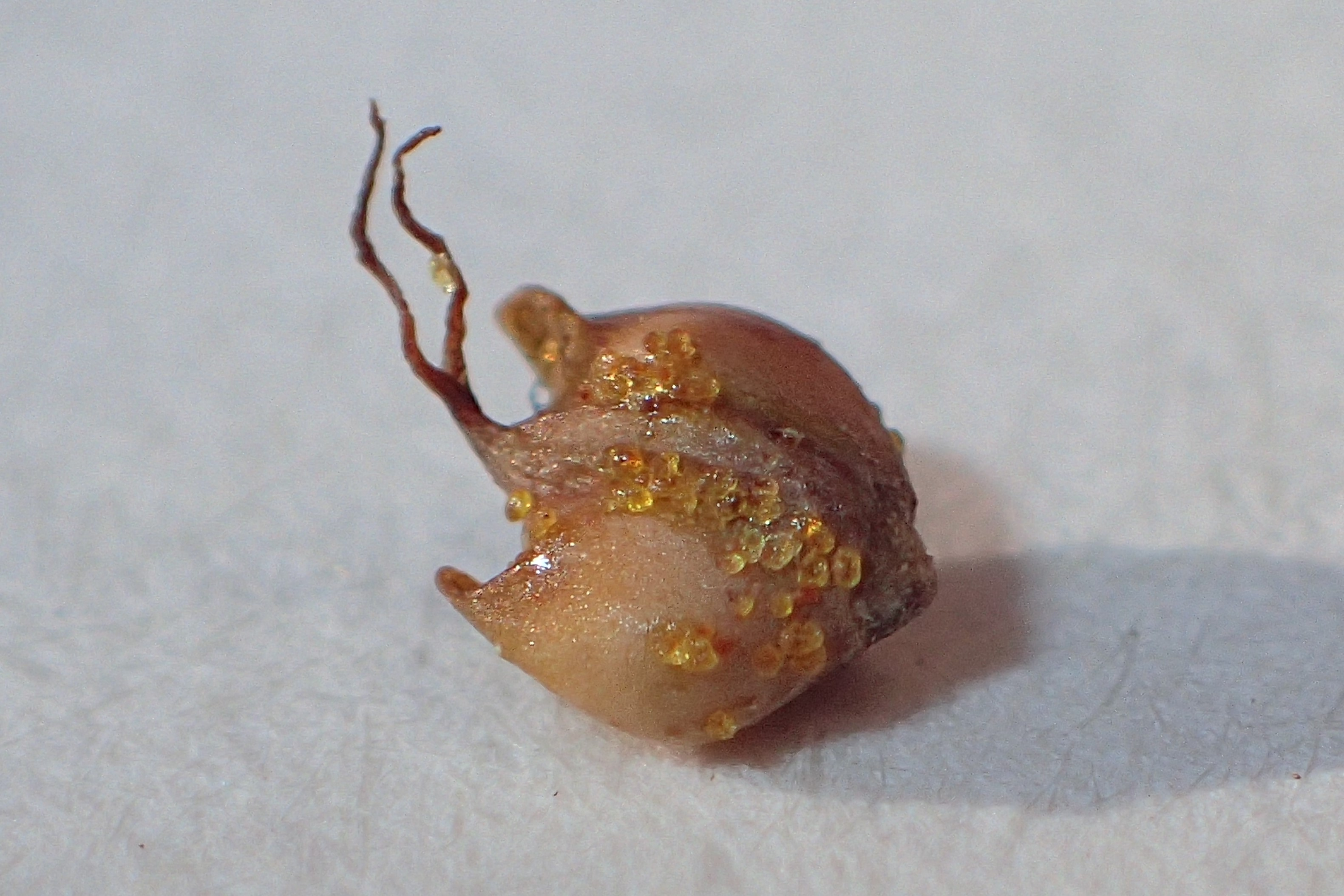
Owoc z drobinami wosku na powierzchni

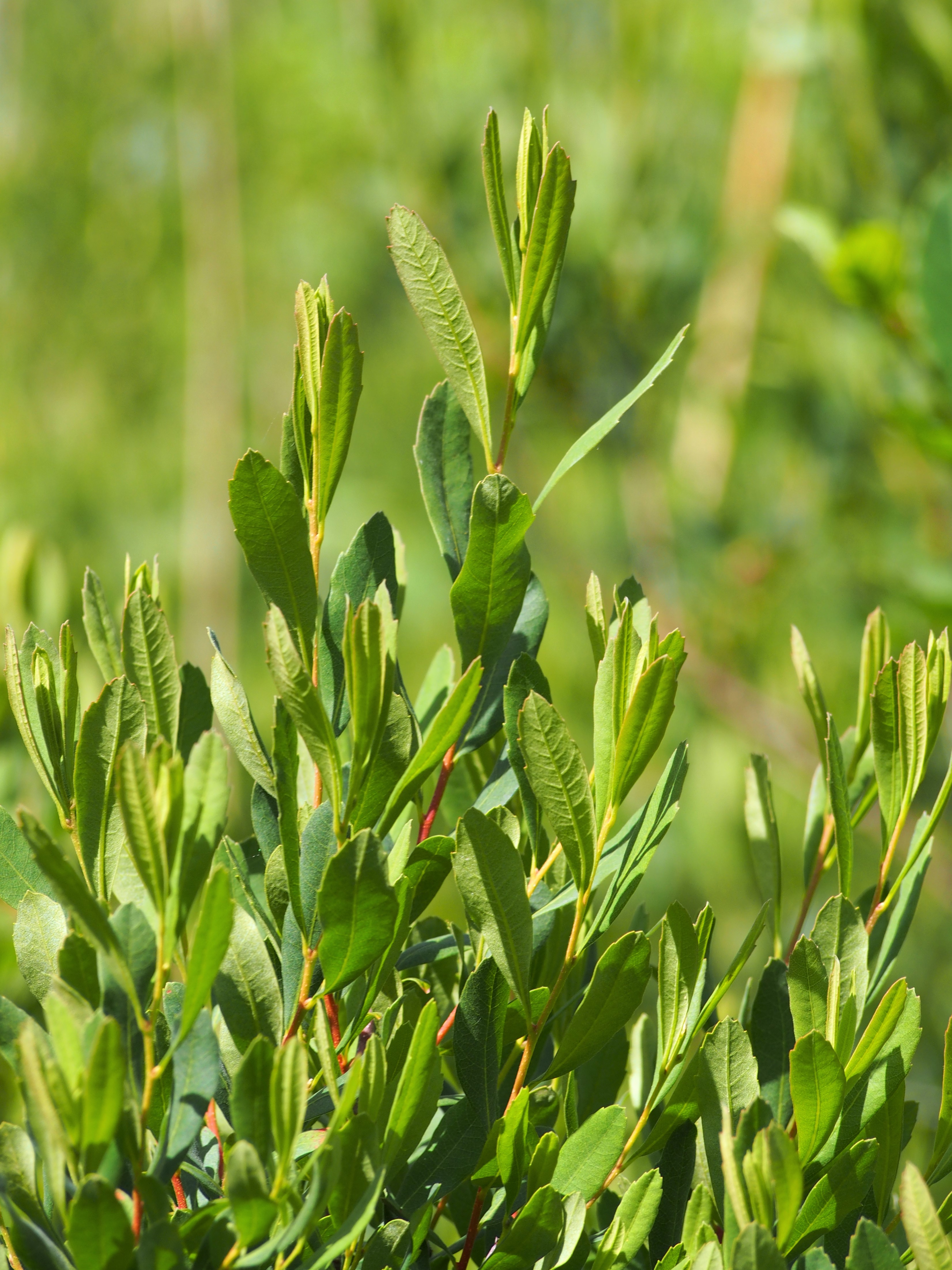
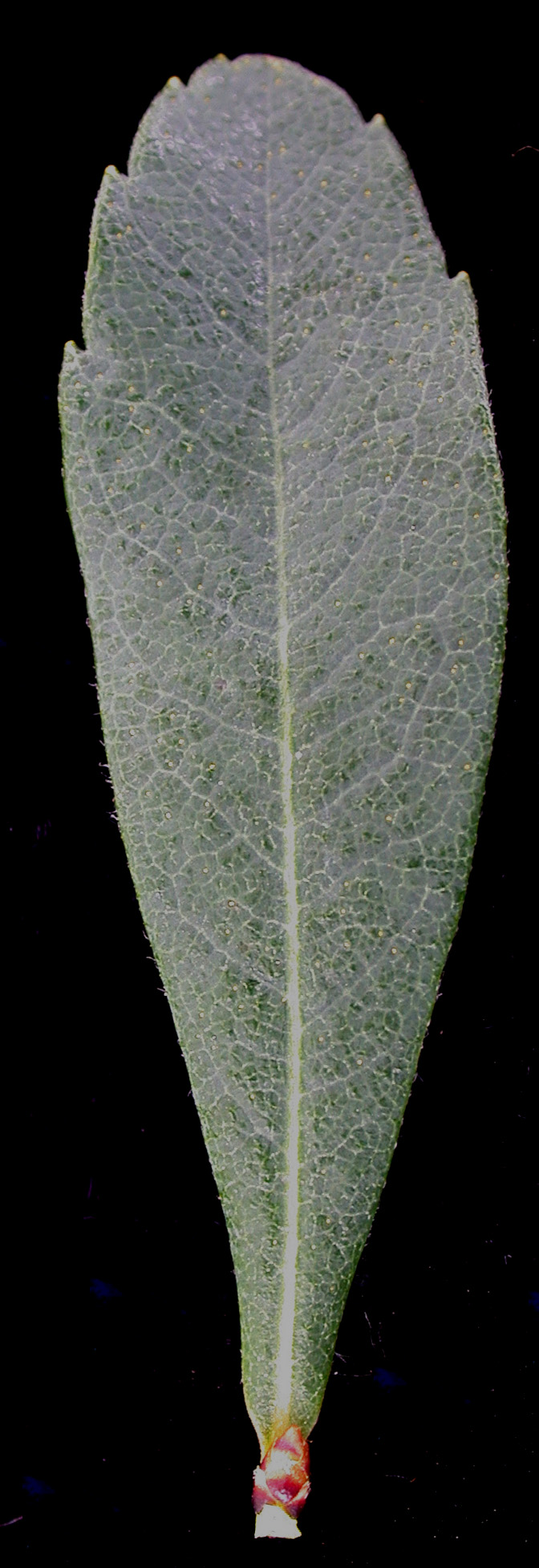
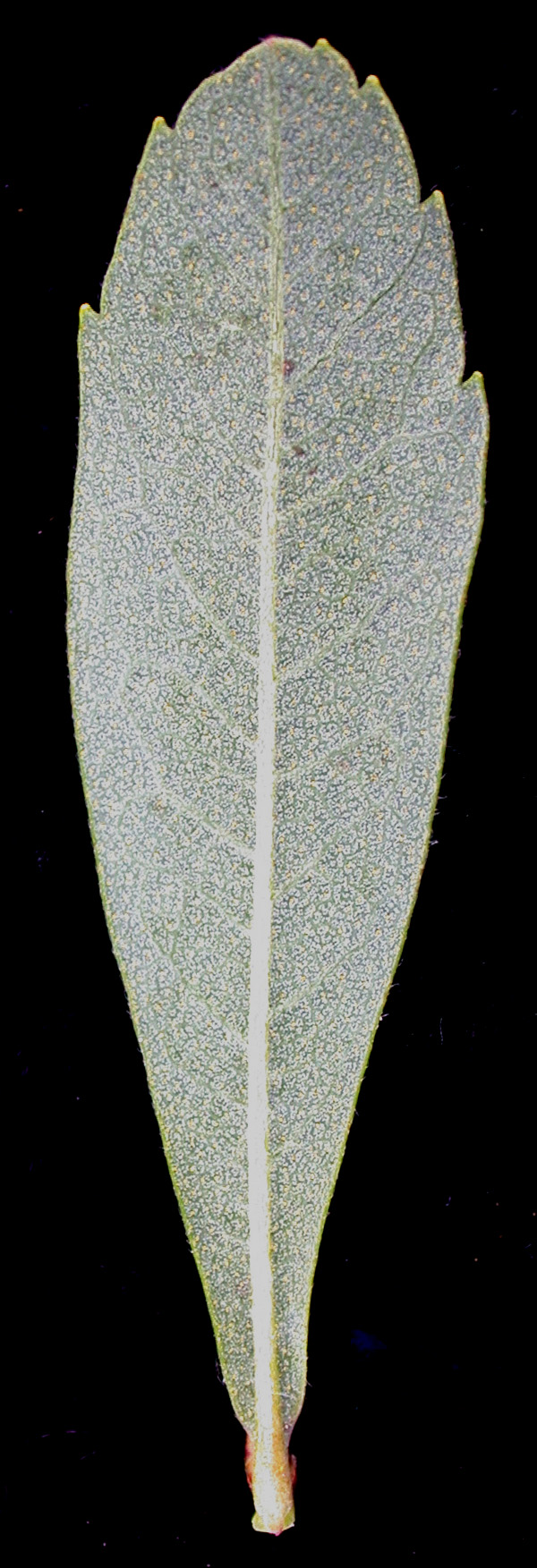
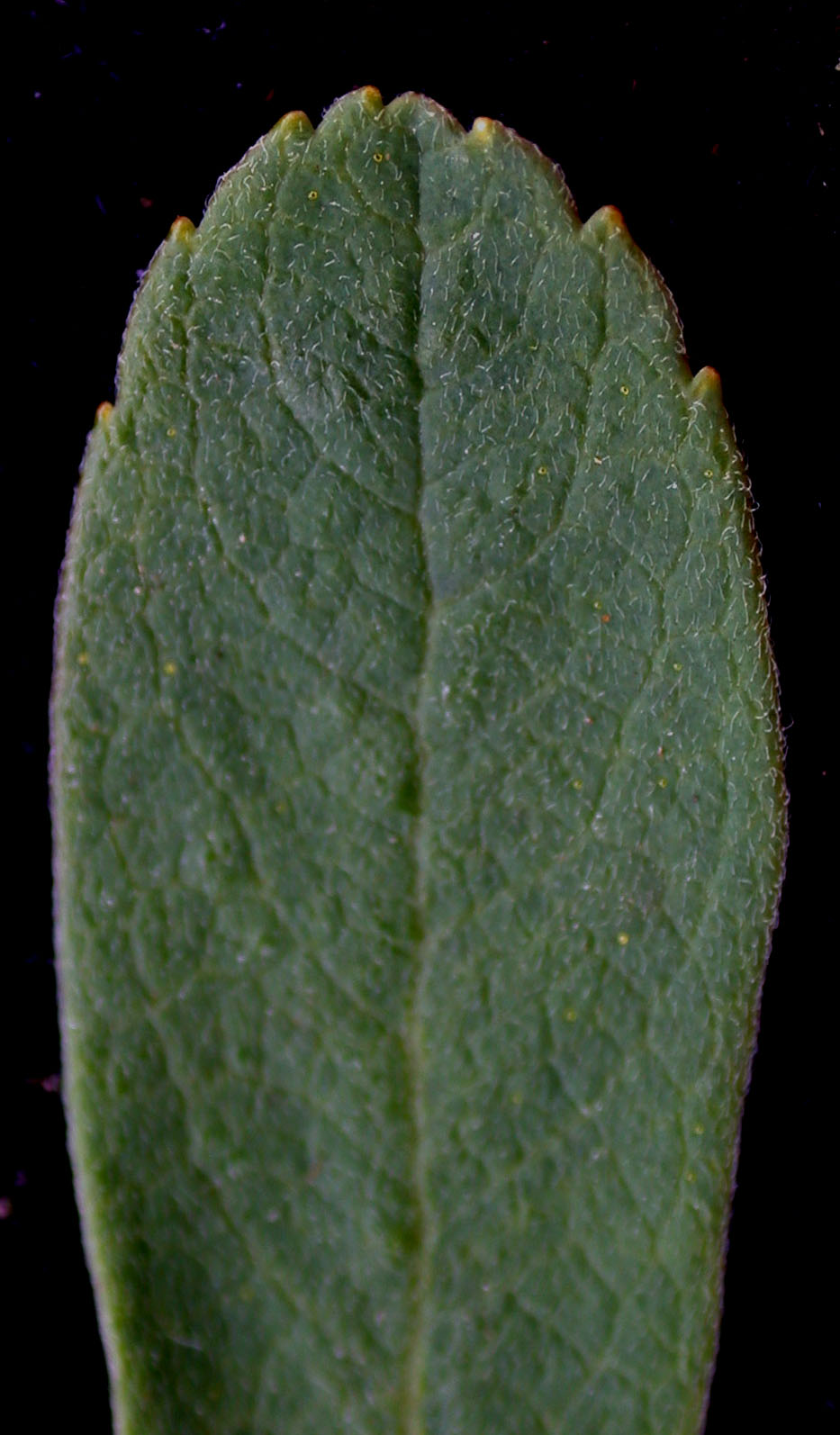

PokrójKrzew silnie rozgałęziony, osiągający zwykle wysokość od 0,5 do 1,5 m, rzadko do 2,5 m. Cała roślina wydziela przyjemny aromatyczny zapach, który utrzymuje się dość długo również po jej zasuszeniu.
PędyBrązowe, młodsze gałązki czerwonobrązowe. Wraz z pączkami pokryte licznymi drobnymi gruczołkami wydzielającymi złocistego koloru, bardzo drobne kropelki żywicy. Pączki drobne, jajowate i tępe.
LiścieUlistnienie skrętoległe. Liście krótkoogonkowe (ogonek do 5 mm długości), jajowate lub owalnie lancetowate, z klinowatą nasadą, ostro zakończone lub zaokrąglone, w górnej części (na 1/3 długości liścia) płytko ząbkowane (1-4 pary ząbków). Osiągają od 2 do 6 cm długości i od 0,5 do 1,5 cm szerokości. Blaszka młodych liści jest delikatna, starszych nieco skórzasta, z wierzchu ciemnozielona, zwykle z nielicznymi włoskami, od spodu jasnozielona, zwykle gęściej owłosiona, też filcowato, z wyraźną centralną wiązką przewodzącą. Po obu stronach z żółtymi lub pomarańczowymi gruczołkami siedzącymi lub wyrastającymi na trzonkach. Wiązki przewodzące II rzędu wygięte są ku końcowi liścia i anastamozująco połączone przy jego brzegu.
KwiatyNiepozorne, zebrane są w ciemnowiśniowej barwy, siedzące kotki męskie i żeńskie, woskownica jest bowiem zazwyczaj rośliną dwupienną, rzadko zdarzają się rośliny jednopienne, w tym z kwiatami obupłciowymi. Zdarza się, że w różnych latach ta sama roślina wytwarza przemiennie raz kwiaty męskie, raz żeńskie. Kwiatostany rozwijają się na zeszłorocznych pędach przed pojawieniem się liści. Kotki męskie osiągają do 10–15 mm długości. Są nierozgałęzione, kwiaty zawierają zwykle po 4 pręciki (rzadziej 3 lub 5) z czerwonymi pylnikami i osłonięte są przysadkami dłuższymi od pręcików, brązowymi na brzegu, białawymi w środku. Okwiatu brak. Kwiatostany z kwiatami żeńskimi są krótsze (osiągają do 6–7 mm długości) i grubsze, z zielonymi lub brunatno-białawymi przysadkami. Słupek złożony jest z 2 owocolistków i posiada 2 nitkowate znamiona. Nitka słupka jest czerwona, znamiona purpurowe. Zalążnia jest drobna, podczas kwitnienia górna. Po zapyleniu dwie przysadki rozrastają się obrastając zalążnię, tak że jej położenie staje się dolne.

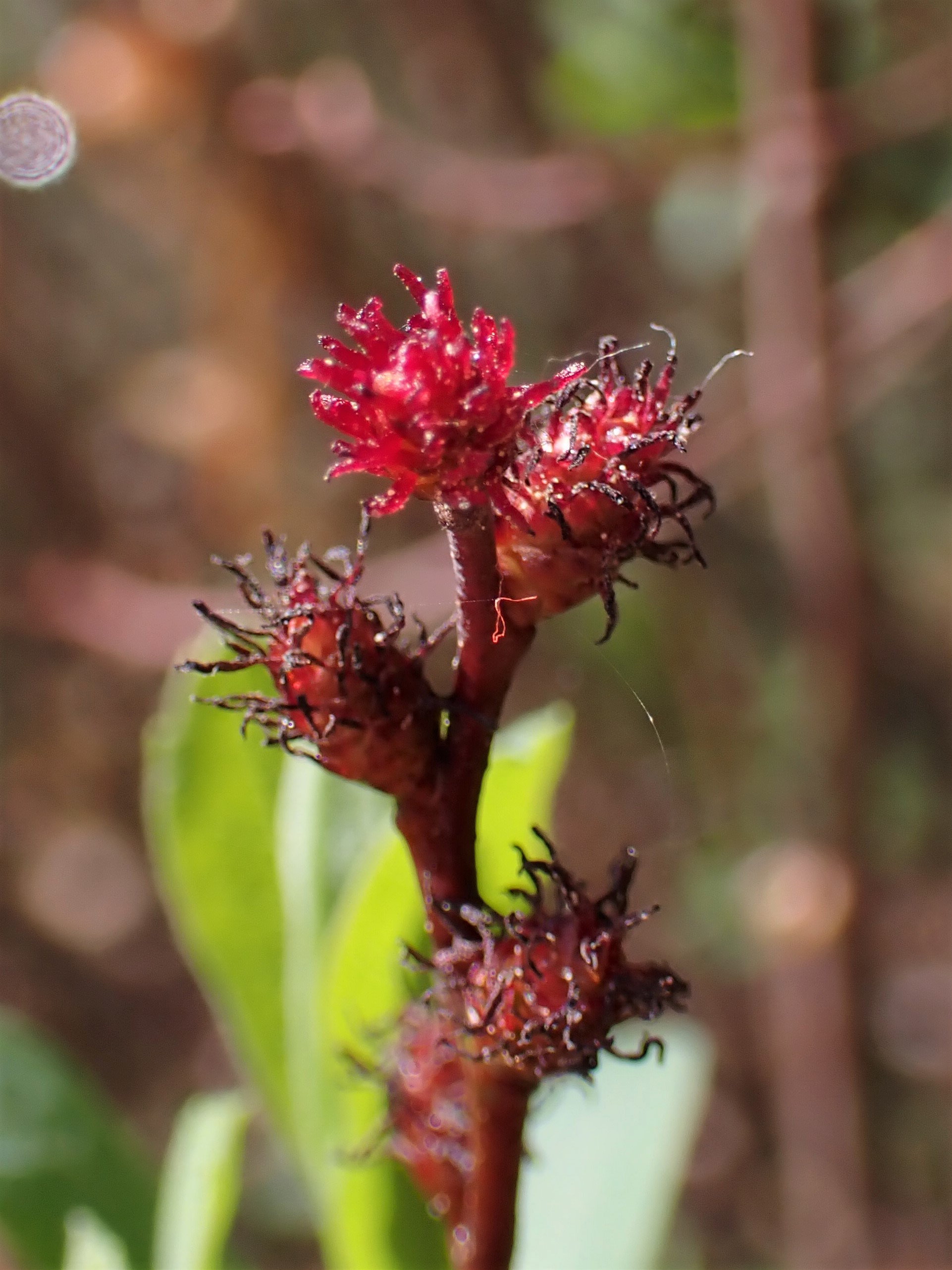
Kwiatostany żeńskie
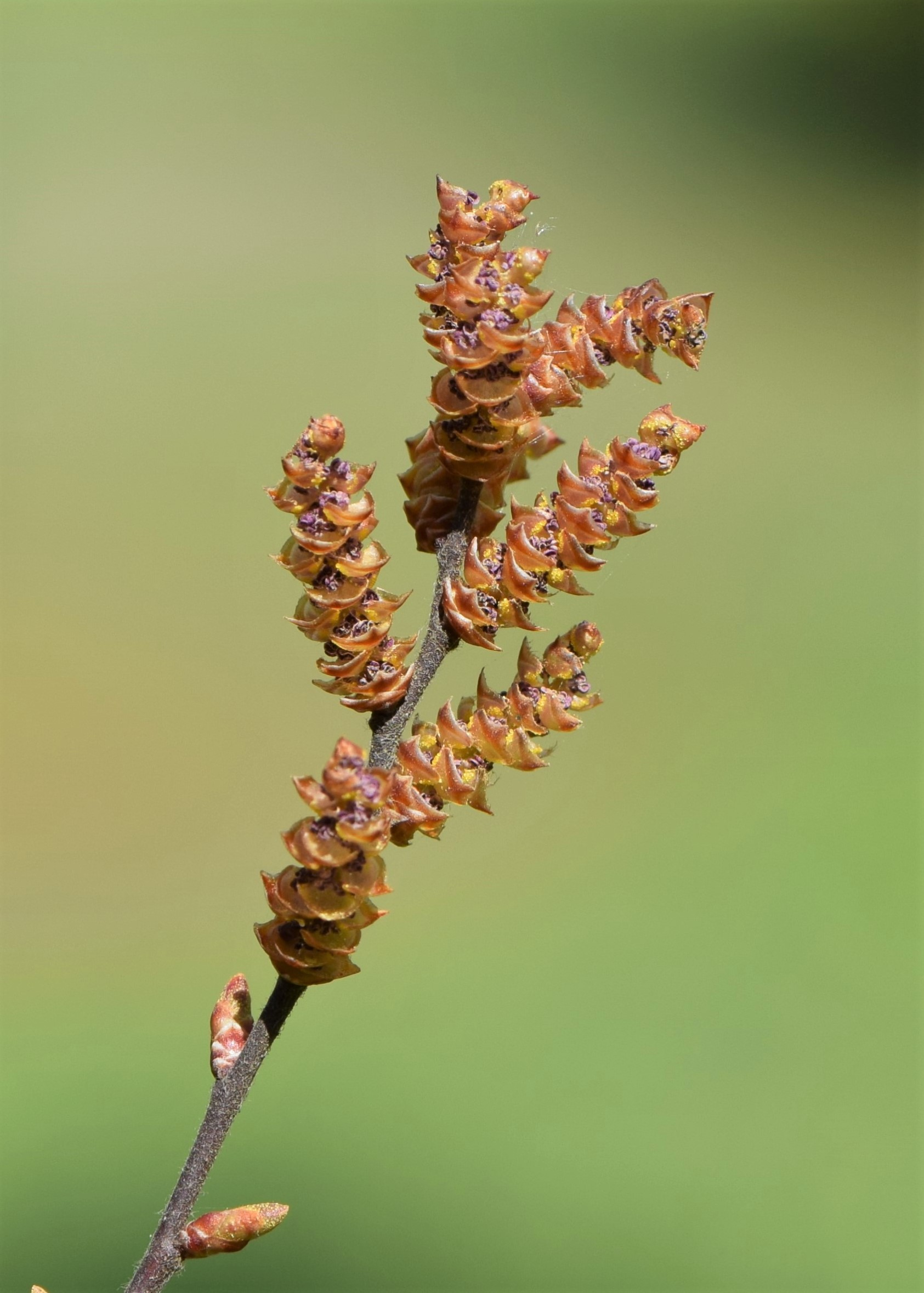
Kwiatostany męskie
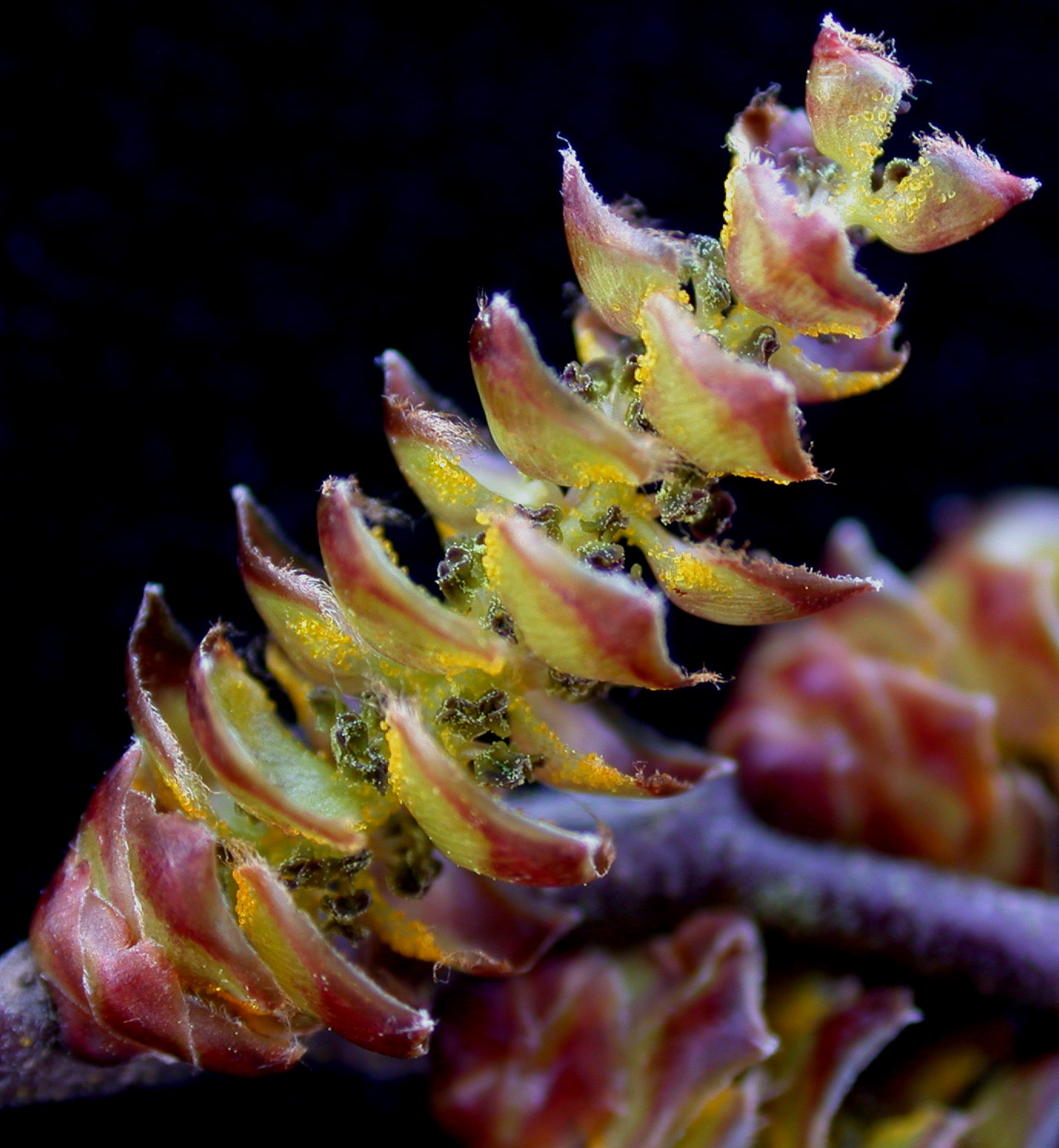
Kwiatostan męski
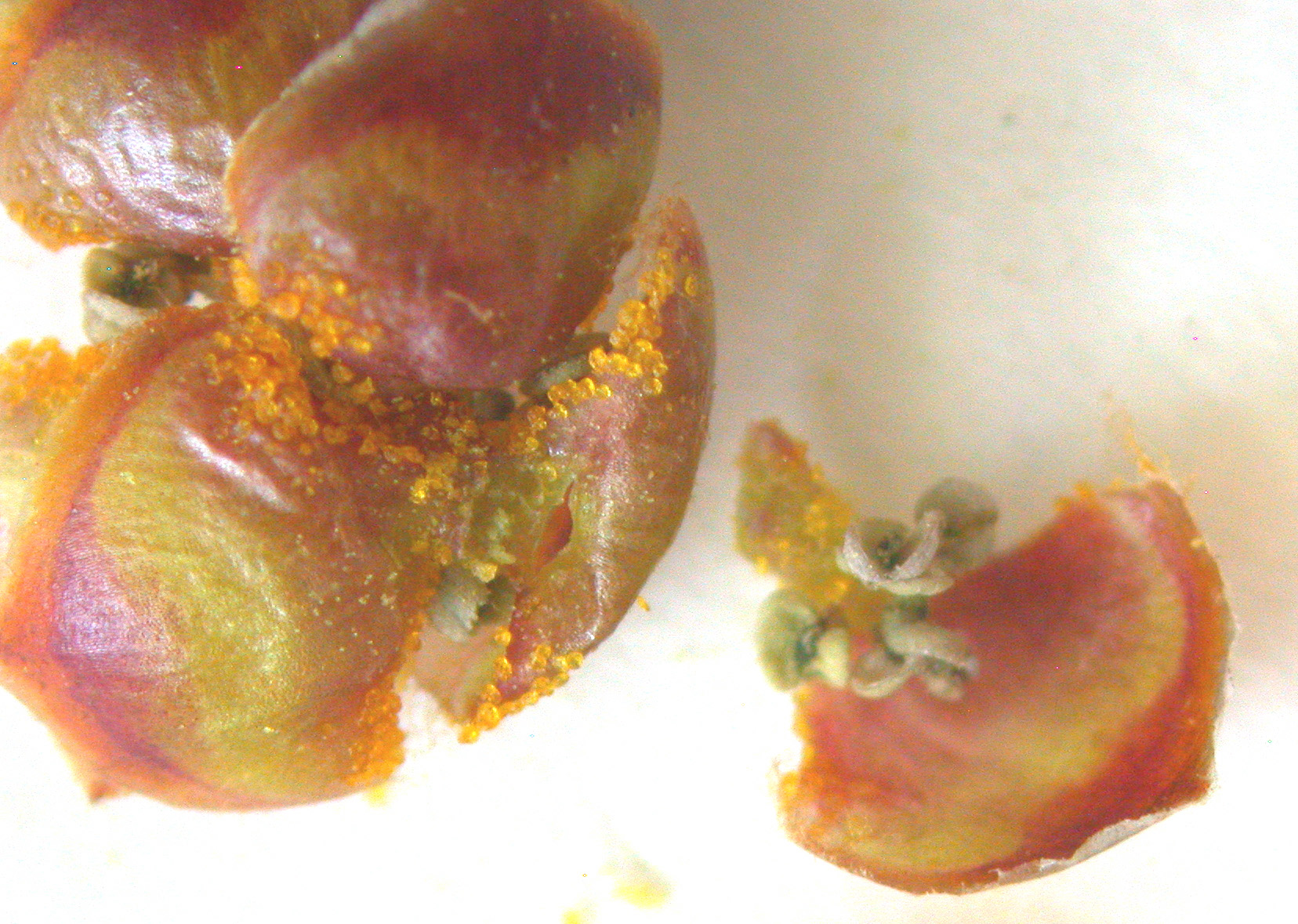
Kwiat męski

OwocDrobny, suchy orzeszek o długości 2,5 do 3 mm, spłaszczony, z trwałymi, gąbczastymi przysadkami tworzącymi dwa skrzydełka. Jest kropkowany gruczołowato i pokryty woskiem.

## Biologia

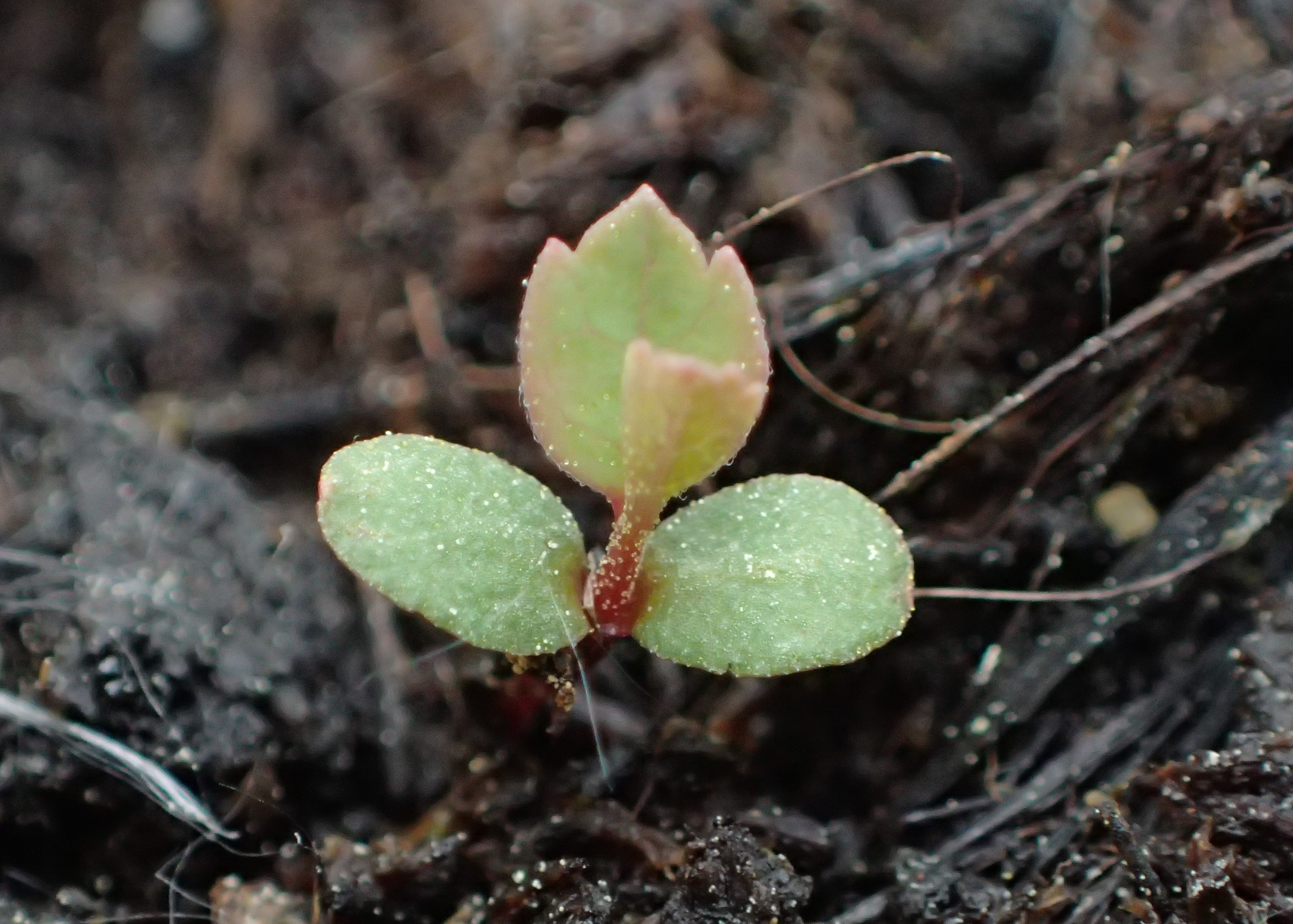
Siewka woskownicy europejskiej

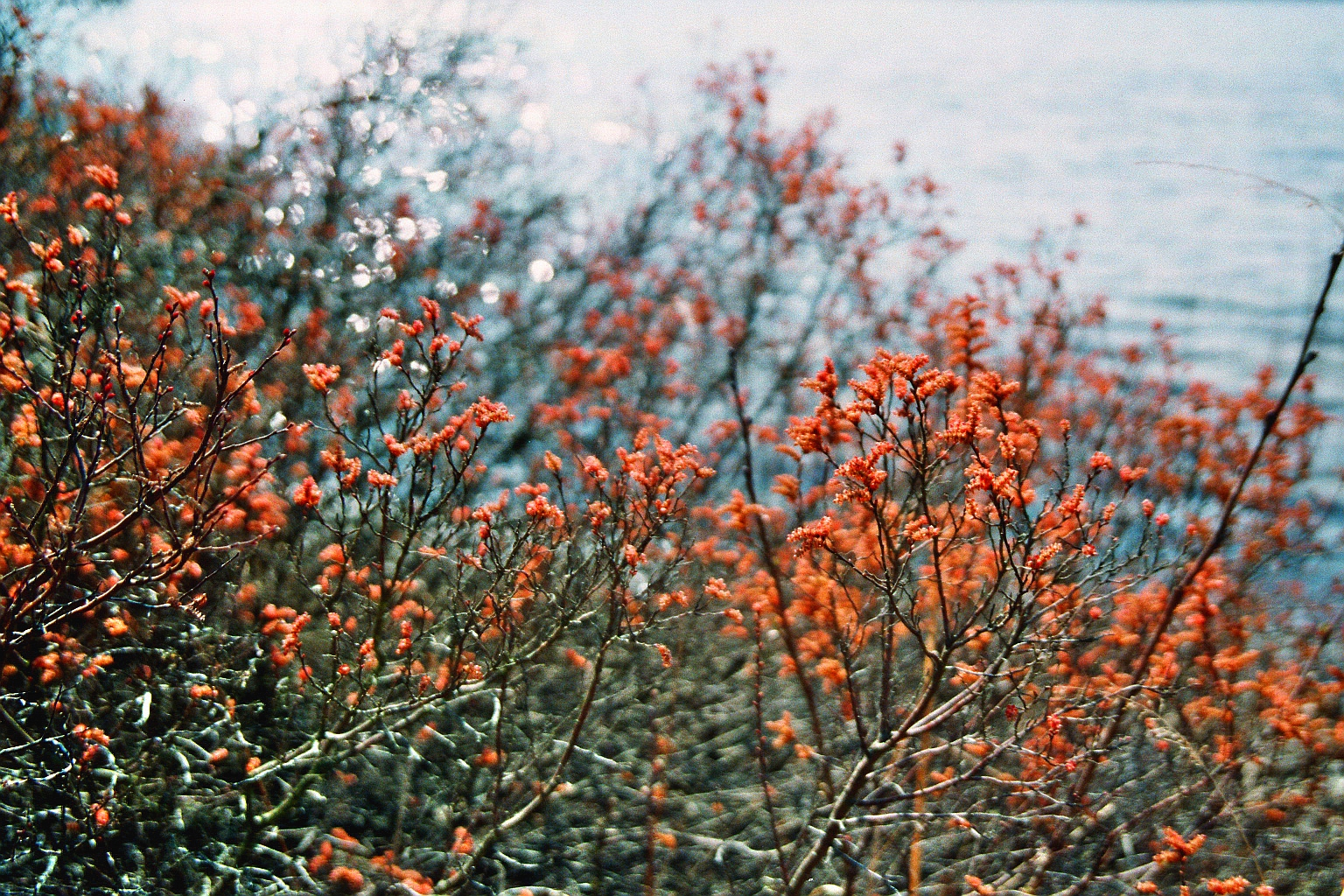
Woskownica kwitnąca przed rozwinięciem liści

### Rozwój
Nanofanerofit rozmnażający się głównie za pomocą odrośli – siewki są rzadko spotykane w naturze. Kwitnienie przypada w zależności od warunków klimatycznych na okres od kwietnia do czerwca (w Europie środkowej rośliny kwitną w maju i czerwcu). Kwiaty są wiatropylne. Pędy wegetatywne rozpoczynają rozwój w końcu maja lub w czerwcu. Silniej rozwijają się i większe liście mają pędy odroślowe niż pędy ubiegłoroczne. Młode liście są silnie aromatyczne, po czym wydzielanie olejków lotnych spada w okresie od maja do września, by w końcu tego miesiąca ponownie wzrosnąć. Owoce dojrzewają we wrześniu i październiku, pozostając często na roślinie macierzystej przez okres zimowy. Rozprzestrzeniają się za pomocą wody. Gąbczaste przysadki przyrośnięte do owocu umożliwiają im unoszenie się na powierzchni wody. Kiełkowaniu sprzyja schłodzenie nasion oraz przebywanie w zimnej wodzie (5 °C) przez kilka tygodni. Warunkiem do skiełkowania jest w końcu ekspozycja na światło. Nasiona przechowywane przez 6 lat zachowywały zdolność do kiełkowania. Kiełkowanie jest epigeiczne. Siewki po pierwszym roku osiągają ok. 10 cm wysokości.

### Właściwości fizyko-chemiczne
Największy udział (w przedziale 10–15%) w składzie charakterystycznego dla woskownicy olejku lotnego mają: b-elemonen, α-pinen, germacren, 1,8-cyneol. Z udziałem wynoszącym 3–5% występują w nim nerolidol i kadinen, a z udziałem w przedziale od 1 do 3%: β-pinen, limonen, mircen, p-Cymen. Pozostałe składniki występują z udziałem poniżej 1%. Najwięcej olejku zawierają kwiatostany, w których świeżej masie stanowi ok. 1%. Jego udział w świeżych liściach wynosi poniżej 0,3%.
Ważnym składnikiem owoców ze względu na różne zastosowania i właściwości lecznicze jest myrigalon A, B i C.

### Genetyka
W fazie diploidalnej komórki woskownicy europejskiej zawierają 48 chromosomów, co wobec ich podstawowej liczby w rodzinie wynoszącej 8 świadczy o tym, że gatunek jest heksaploidem.

## Ekologia

### Siedlisko
Woskownica europejska rośnie na obszarach znajdujących się pod wpływem klimatu oceanicznego, cechujących się wysokimi opadami sięgającymi w skali roku do 2000 mm. Jest rośliną światłolubną, ale też utrzymuje się w miejscach zacienionych. Rośliny rosnące w cieniu mają liście nieco dłuższe i szersze o barwie sinozielonej, podczas gdy rośliny ze stanowisk nasłonecznionych mają blaszki odpowiednio krótsze i węższe oraz barwy żółtozielonej. Woskownica rośnie w miejscach stale wilgotnych na różnego rodzaju torfowiskach oraz na ich obrzeżach, zwykle na glebach bagiennych. Spotykana jest także na brzegach strumieni i jezior. Im miejsce bardziej wilgotne, tym większe wyrastają krzewy woskownicy. Ze względu na zdolność wiązania azotu za sprawą symbiotycznych promieniowców rozwija się na glebach ubogich w ten pierwiastek. Preferuje niskie zasolenie, ale znosi także silne.

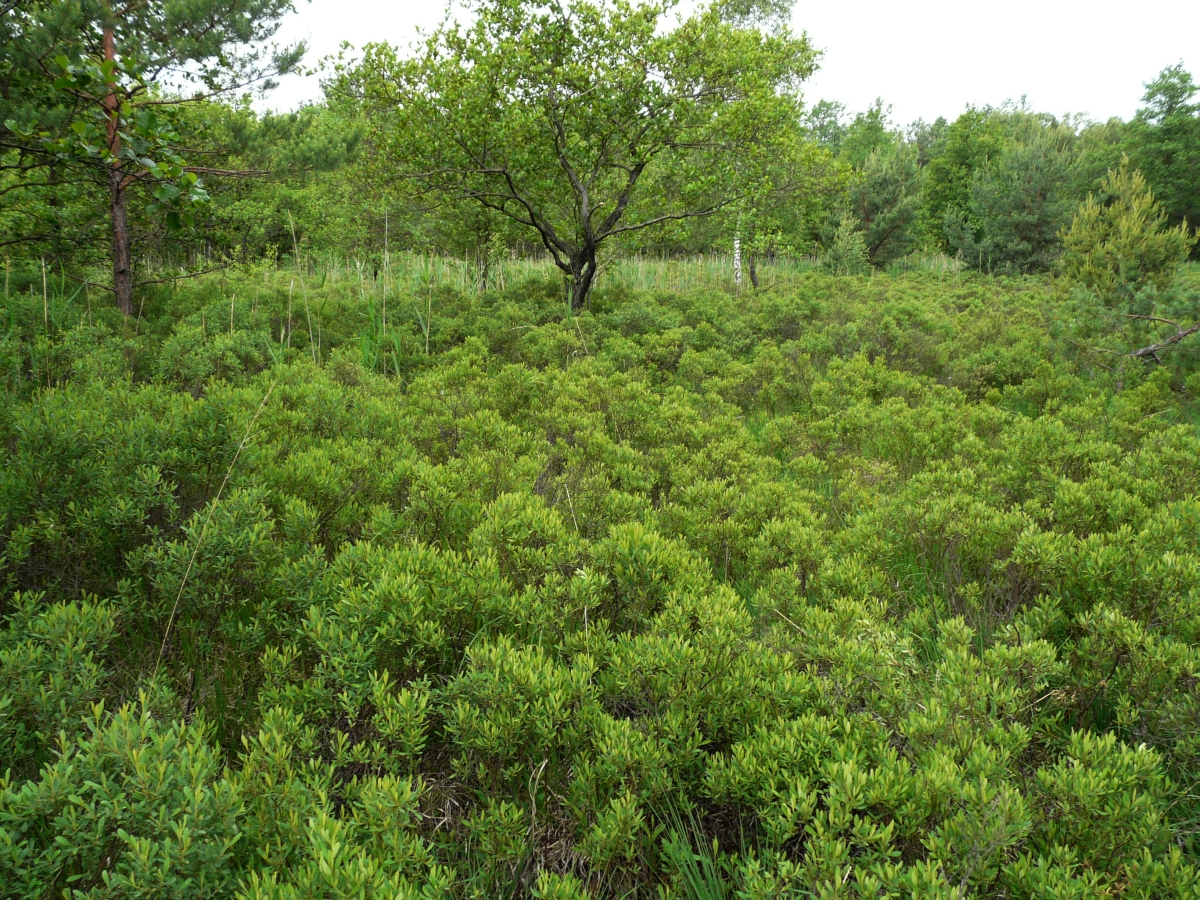
Zarośla woskownicy europejskiej w obszarze Natura 2000 Mierkowskie Wydmy

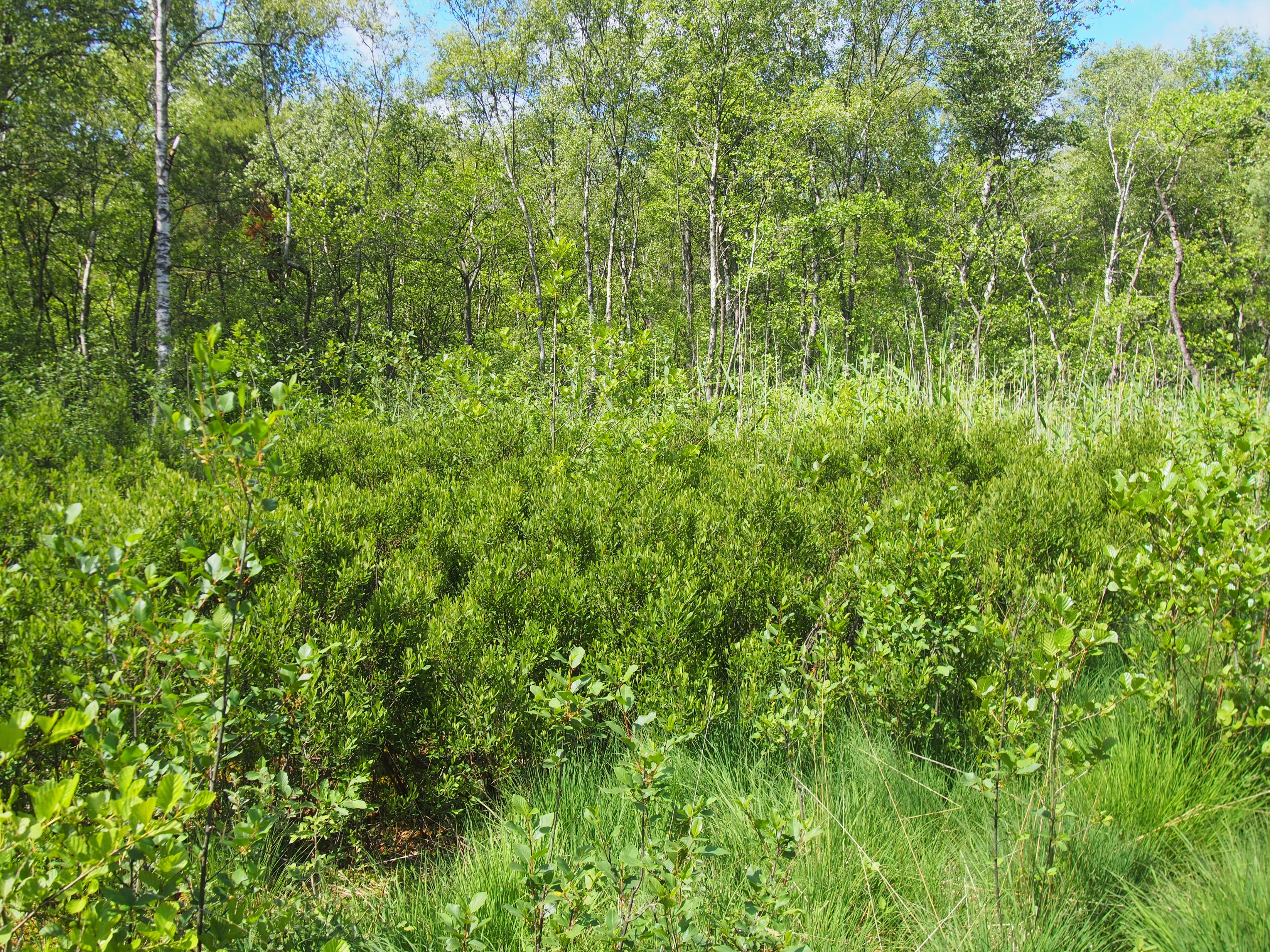
Zarośla woskownicy europejskiej w rezerwacie Łazy

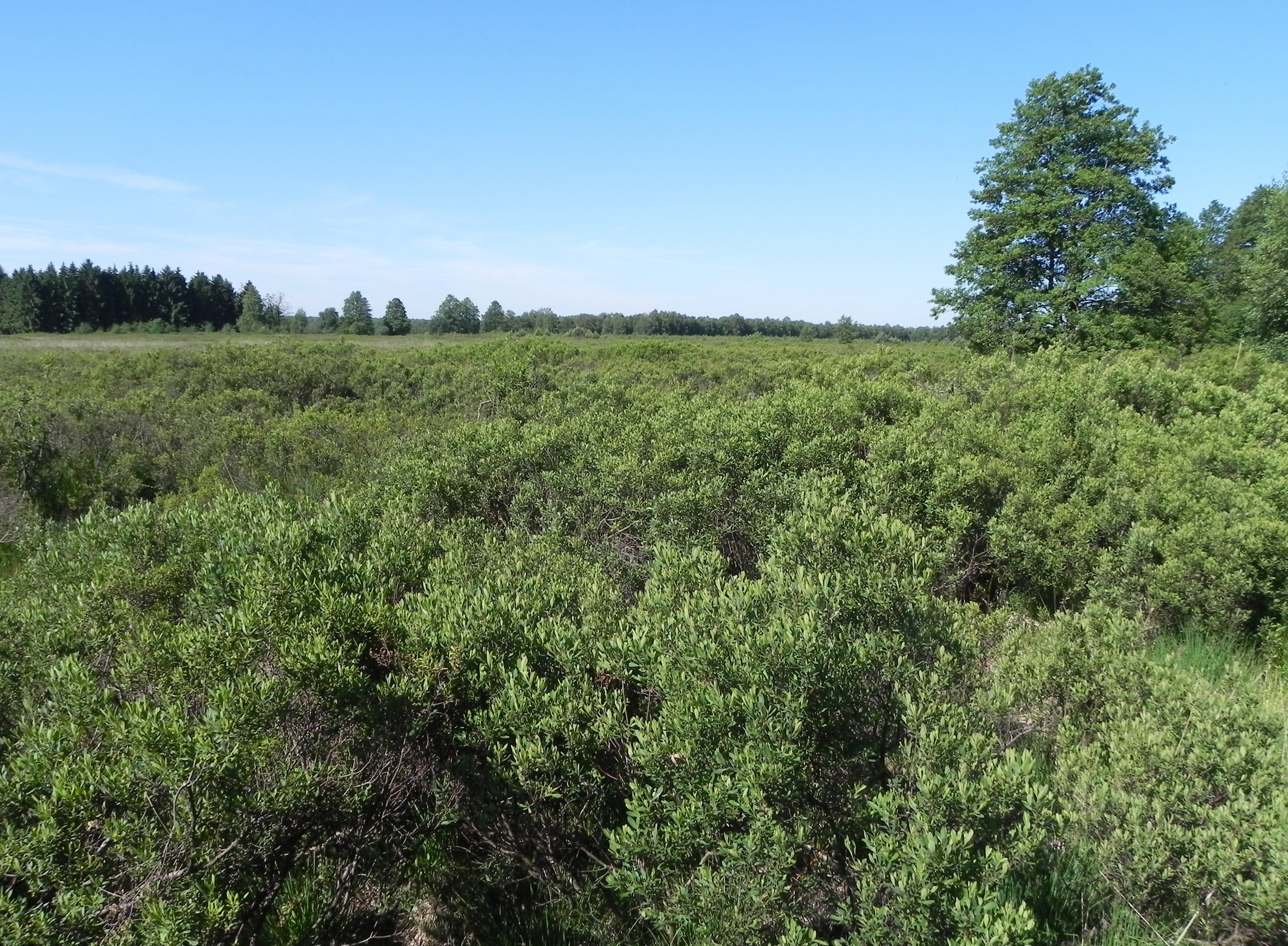
Zarośla woskownicy w Bannetzer Moor w Dolnej Saksonii

### Oddziaływania międzygatunkowe
Zarośla woskownicy w przypadku zgryzania przez roślinożerców są niskie, sięgając do 0,5 m (woskownica jest zgryzana przez kozy, owce i zająca bielaka). Na gatunku tym rozwija się wiele patogenów grzybowych i owadów, przy czym czynnikiem chroniącym przed nadmierną presją roślinożernych bezkręgowców jest olejek lotny, działający na nie szkodliwie w przypadku spożycia. Spośród wielu gatunków owadów żerujących lub w różny sposób związanych z woskownicą, krzew ten jest szczególnie istotny dla utrzymania rzadkich i ginących motyli takich jak: Eugraphe subrosea, Eurois occulta i kosternika palemona (Carterocephalus palaemon). Zarośla woskownicy są też ważnym siedliskiem dla cietrzewia.
Silnie rozrastające się odroślowo zarośla woskownicy mogą powodować spadek różnorodności gatunkowej towarzyszących roślin z powodu silnego zacienienia.
SymbiozaWoskownica europejska należy do nielicznych rodzajów roślin naczyniowych żyjących w symbiozie z promieniowcami z rodzaju Frankia. Bakterie te wnikają z gleby do korzeni woskownicy poprzez włośniki. Nici promieniowców docierają do wnętrza korzenia, te nabrzmiewają i wielokrotnie się rozgałęziają, tworząc kuliste skupienia brodawek. Promieniowce zachowują się jak pasożyt tolerancyjny nie wykazując zjadliwości i odżywiają się materiałami znajdowanymi w komórkach korzeni. Po pewnym czasie roślina trawi promieniowce pozyskując w ten sposób znaczne ilości związków azotu. Oba gatunki pozostają w efekcie w stanie dynamicznej równowagi.
Niektórzy autorzy donoszą także o ektomikoryzie, tj. związkach korzeni woskownicy z grzybami jednak brak jednoznacznych dowodów na istnienie takiej relacji.

### Fitosocjologia
W klasyfikacji zbiorowisk roślinnych gatunek charakterystyczny dla Cl/O/All. Alnetea glutinosae i Ass. Myrico-Salicetum auritae – zarośli woskownicy z kruszyną pospolitą, wierzbą uszatą, płożącą i rokitą. Rośnie poza tym w szuwarach z kłocią wiechowatą oraz w lądowych szuwarach trzciny pospolitej z goryszem błotnym, lokalnie tworząc gęste zarośla i utrzymując się przy sukcesji prowadzącej do kształtowania się na takich siedliskach zbiorowisk brzeziny bagiennej z trzęślicą modrą, w których się także utrzymuje. Woskownica spotykana jest na mszarach torfowcowych, zwykle w zbiorowiskach z przygiełką białą, turzycą dzióbkowatą lub nitkowatą. Buduje także zbiorowiska z udziałem takich gatunków jak: sit ostrokwiatowy i tępokwiatowy, turzyca dwupienna, marzyca czarniawa. Częsta jest w zbiorowiskach z wrzoścem bagiennym i wełnianeczką darniową, turzycą prosowatą i czarcikęsem łąkowym.

## Systematyka
Gatunek reprezentuje monotypowy podgatunek Gale w obrębie rodzaju, taksonomicznie izolowany od pozostałych ok. 60 przedstawicieli rodzaju Myrica. Tłumaczy to też brak stwierdzeń mieszańców tego gatunku z innymi. Ponieważ Myrica gale jest gatunkiem typowym rodzaju Myrica, w przypadku jego wąskiego ujęcia, pozostałe gatunki tego rodzaju przenoszone są pod nazwę Morella Loureiro, Fl. Cochinch. 537, 548. Sep 1790. W obrębie wąsko ujmowanego rodzaju Myrica poza M. gale pozostaje tylko jeden gatunek siostrzany – Myrica hartwegii. Gatunek ten jest endemitem Kalifornii, różni się od M. gale owłosionymi, a nie nagimi przysadkami w kwiatostanach męskich i silniej piłkowanymi liśćmi (z 4–12 parami ząbków).
ZmiennośćW obrębie gatunku wyróżniono tylko jedną odmianę – var. tomentosa C.DC. (podnoszoną także do rangi podgatunku jako M. gale ssp. tomentosa (C. DC) E. Murray) występującą na Dalekim Wschodzie i wyróżniającą się silniejszym owłosieniem liści. W niektórych ujęciach wyróżniana jest także odmiana o liściach słabo owłosionych – M. gale var. subglabra Fernald.

## Pochodzenie
Analizę danych kopalnych utrudnia znaczne podobieństwo pyłku woskownicy do leszczynowego, a pędów do korzeni brzóz. Dobrze zachowują się jednak odporne na rozkład liście woskownicy, znane m.in. z osadów średniowiecznego Gdańska. Szczątki roślin z rodzaju Myrica znane są z neogenu.

## Nazewnictwo
Naukowa nazwa rodzajowa Myrica pochodzi od greckiego słowa myron oznaczającego perfumy, balsam, maść. W starożytnej Grecji nazwa myrike oznaczała tamaryszek (m.in. u Homera). Karol Linneusz użył tego określenia dla rodzaju woskownica ze względu na aromatyczne liście. Pochodzenie nazwy gatunkowej gale jest nieznane. Użyta została po raz pierwszy przez Jeana Bauhina i wywodzona jest z celtyckiego słowa gal znaczącego „maść, balsam”, utrwalonego też w języku angielskim (gale) i flamandzkim gagel.
Polska nazwa zwyczajowa „woskownica” pochodzi od złotawego wosku okrywającego od zewnątrz owoce.

## Zagrożenia i ochrona

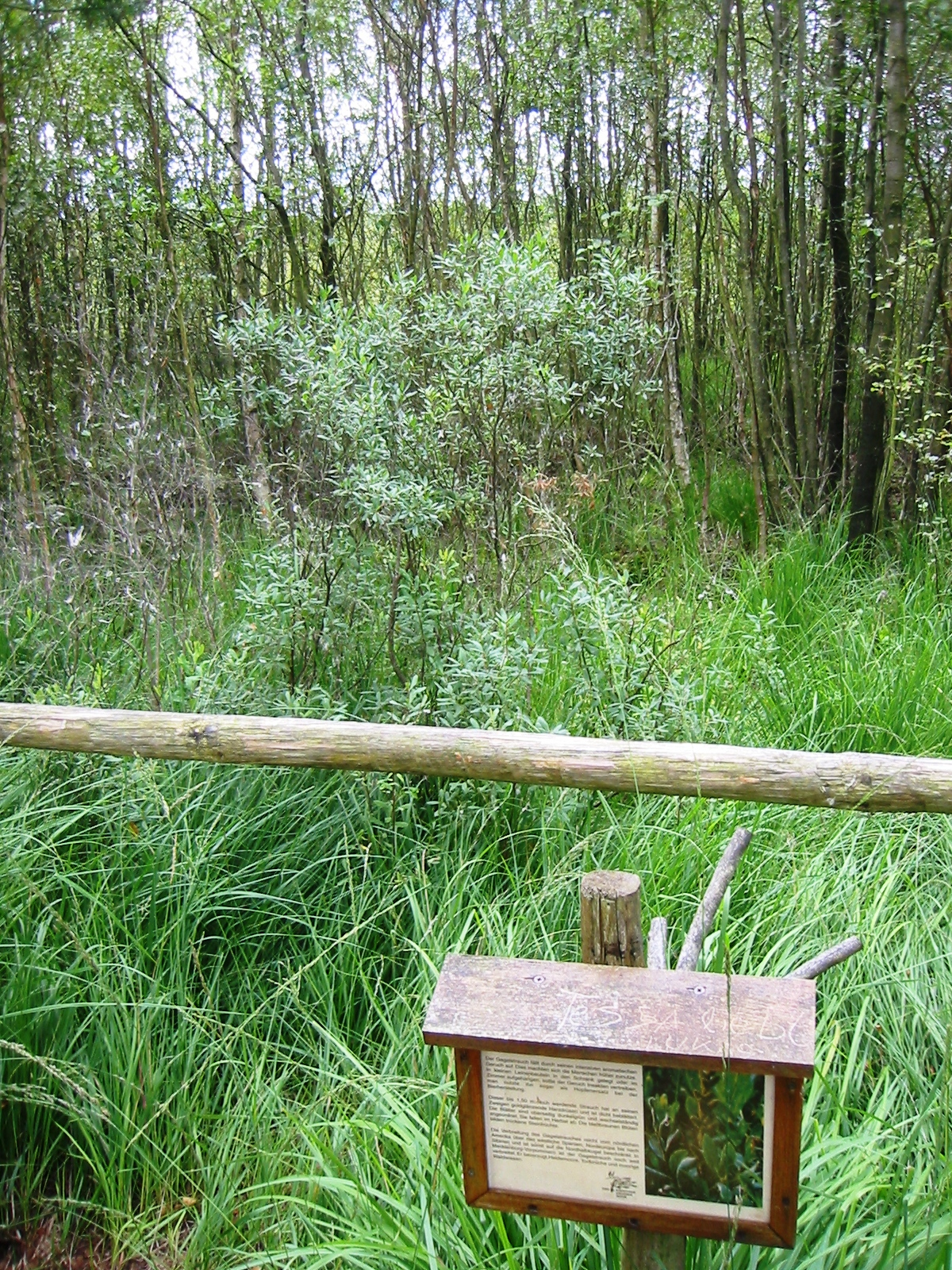
Tablica informacyjna o woskownicy w obszarze chronionym w Meklemburgii (Niemcy)

Ze względu na przywiązanie do siedlisk wilgotnych i bagiennych podstawowym zagrożeniem dla tego gatunku jest osuszanie takich terenów. Eutrofizacja wód, w tym zalewanie wodami podczas piętrzeń powodującymi erozję gleb, przyczynia się do zaniku osobników wydających kwiaty żeńskie i owoce. Zmniejsza się także ilość kwiatów. Bezpośrednio czynnikiem negatywnie wpływającym na kwitnienie i owocowanie jest zwiększanie się udziału azotu i potasu w wodach zasilających siedliska woskownicy. Zagrożeniem dla woskownicy jest też eksploatacja (koszenie) trzciny w miejscach wspólnego występowania obu gatunków – krzewy skoszone wykazują obniżoną żywotność, wypłonione pędy odroślowe zagłuszane są przez trzciny.
W Polsce roślina umieszczona została na Czerwonej liście roślin i grzybów (2006) w grupie gatunków wymierających, silnie zagrożonych wymarciem na izolowanych stanowiskach, poza głównym obszarem występowania (kategoria zagrożenia [E]). W wydaniu z 2016 roku otrzymała kategorię VU (narażony).
Gatunek objęty jest w Polsce ścisłą ochroną prawną od 1983 roku. Jego populacje chronione są także w rezerwatach przyrody (np. Białogóra, Łazy, Piaśnickie Łąki i Czarnocin) oraz w Słowińskim i Wolińskim Parku Narodowym.
W wydanych w Polsce poradnikach identyfikujących siedliska przyrodnicze wymagające ochrony w sieci Natura 2000, zarośla woskownicy zostały wskazane jako jeden z podtypów (oznaczony kodem 2190-6) siedliska o nazwie „wilgotne zagłębienia międzywydmowe”. Jednak przewodnik europejski nie wymienia roślinności zaroślowej wśród wskaźnikowej dla tego siedliska, a poradnik dobrych praktyk dla siedliska 2190 wprost wyklucza ekosystemy zaroślowe z jego zakresu.

## Zastosowanie

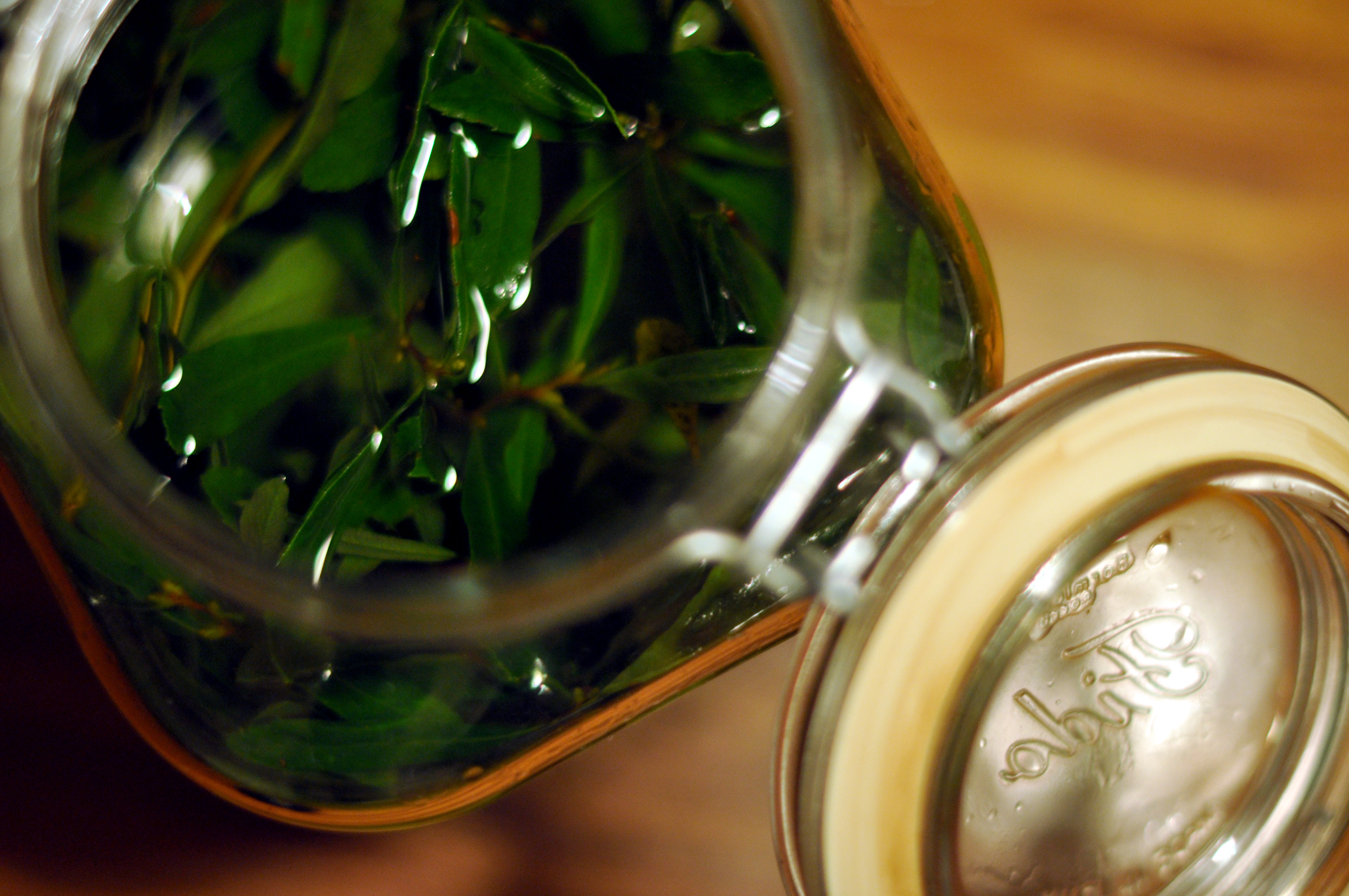
Schnapps aromatyzowany woskownicą

Roślina aromatyczna i stosowanie w browarnictwiePozostałości woskownicy towarzyszą dawnym śladom aktywności ludzkiej w Europie północno-zachodniej już w okresie przedrzymskim. Prawdopodobnie w całej Europie północno-zachodniej woskownica była stosowana do warzenia piwa, o czym świadczą także źródła pisane z X wieku. Z czasem została wyparta w browarnictwie przez chmiel zwyczajny. Piwo z woskownicy posądzano o właściwości trujące, w dodatku gorzej znosiło przechowywanie i transport. Na niektórych obszarach długo było jednak bardziej popularne od piwa chmielowego, np. na Wyspach Brytyjskich piwo z woskownicy zwane grut było powszechnie warzone do XVIII wieku. W Szwecji piwo z woskownicy warzono do XIX wieku. Poza aromatyzowaniem piwa woskownica powodować miała jego silniejsze pienienie się. Przynajmniej jeszcze w końcu XX wieku woskownica wciąż była stosowana do aromatyzowania alkoholi, a sproszkowane owoce używane były jako przyprawa (np. w Kanadzie do aromatyzowania potraw mięsnych i zup). Suszonych liści woskownicy używano także do aromatyzowania tkanin lnianych.
RepelentTradycyjnie woskownica stosowana była na różnych obszarach jako repelent przeciw owadom. Olejek lotny tego gatunku działa już w niewielkich dawkach paraliżująco na Culicoides impunctatus, odstrasza też mrówki. Napary z woskownicy stosowano jako insektycyd oraz do pozbywania się pasożytów. Stwierdzono także silnie fitotoksyczne oddziaływanie skruszonych liści i owoców woskownicy na inwazyjnego mieszańca rdestowca – Reynoutria ×bohemica (związkiem działającym fitotoksycznie jest myrigalon A).
Roślina barwierskaKorzenie i kora służyły do rozjaśniania skór cielęcych, a zebrane jesienią używane były do barwienia wełny na żółto.
Roślina leczniczaWoskownica europejska używana była do celów leczniczych lokalnie. Np. w Chinach napar z liści stosowany był przy dolegliwościach żołądkowych i sercowych. W Europie liście wykorzystywano do wykonywania aborcji, w leczeniu chorób skórnych i dyzenterii. Indianie Nuxalk używali wywarów z ucieranych pędów jako środka moczopędnego oraz w leczeniu rzeżączki.
Inne zastosowaniaPodczas gotowania w wodzie kwiatostanów i owocostanów woskownicy uzyskiwano wosk (zbierany był z powierzchni wody), służący do wyrobu świec. W leśnictwie zwracano uwagę na potencjalne znaczenie woskownicy jako gatunku poprawiającego produktywność siedlisk leśnych na glebach bagiennych ze względu na zdolność wiązania azotu. Indianie Potawatomi używali liści woskownicy do obkładania naczyń z jagodami, by zapobiec psuciu się owoców.

## Uprawa
WymaganiaWoskownica europejska wymaga gleby torfiastej lub torfiasto-piaszczystej, kwaśnej i przepuszczalnej. Najlepiej rośnie w półcieniu. Nie toleruje wapnowania gleby.
RozmnażanieNasiona do siewu zbiera się jesienią i po stratyfikacji wysiewa wiosną. Sadzonki woskownicy dość dobrze się ukorzeniają bez stosowania ukorzeniaczy, a zastosowane substancje wzrostowe silnie pobudzają wyrastanie korzeni. Wegetatywnie rozmnaża się woskownicę w okresie letnim lub także jesienią. Sadzonki należy umieszczać w glebie torfiasto-piaszczystej i regularnie podlewać. Okazy rosnące na optymalnych stanowiskach można rozmnażać także poprzez odkłady zwykłe.